# Maromavo
Maromavo è una città e comune del Madagascar situata nel distretto di Maintirano, regione di Melaky. 
La popolazione del comune rilevata nel censimento 2001 era pari a 3 000 unità.